# صوفي أميرة بافاريا
صوفي من بافاريا (بالألمانية: Sophie Friederike von Bayern)‏ (27 يناير 1805 - 28 مايو 1872) هي ابنة ماكسيمليان يوزف الأول ملك بافاريا من زوجته الثانية كارولين من بادن، أصبحت زوجة الأرشيدوق فرانتس كارل من النمسا الابن الثالث لـ فرانتس الأول إمبراطور النمسا، كانت لها أخت توأم، أصبحت لاحقاً ملكة ساكسونيا بالزواج، وأيضا هي والدة أباطرة فرانتس يوزف الأول إمبراطور النمسا-المجر وماكسيميليان إمبراطور المكسيك.

## السيرة الذاتية
ولدت الأميرة صوفي باسم «صوفي فريدريكه دوروثيا فيلهيلمينه؛ الألمانية:Sophie Friederike Dorothea Wilhelmine» في 27 يناير 1805 بعاصمة والدها ميونخ عندما كانت بافاريا مازالت انتخابية، بعد عام واحد من ميلادها أصبح والدها أول ملك بافاريا، في 4 نوفمبر 1825 تزوجت من الأرشيدوق فرانتس كارل ابن الإمبراطور فرانتس الأول، كانت حماها الإمبراطور متزوجاً من أختها الغير شقيقة كارولين أوغستا من بافاريا منذ 1816، وكان لدى صوفي وفرانتس كارل ستة أبناء.
كانت صوفي طموحةً جداً في وضع ابنها الأكبر على العرش النمساوي، بحيث كان موضوعها الدائم في سياسة النمساوية، بحيث أن سلفها الإمبراطور فرديناند الأول مصاباً بعاهة ذهنية مما تركته بعيداً عن الحكم، وإما زوجها كان غير كُفُو ومؤهل للحكم، بذلك كانت تمسى «الرجل الوحيد في البلاط العائلي»، وخلال موجة ثورات عام 1848 أجبرت زوجها على التخلي عن الحكم لصالح ابنها فرانتس يوزف بعد تنازل سلفها الإمبراطور فرديناند عن العرش، ومع صعود ابنها إلى الحكم، كانت القوة المسيطرة خلف العرش، وفقاً للتقارير كانت علاقته متوترة للغاية مع كنتها الإمبراطورة إليزابيث «سيسي» التي كانت ومع الأسف ابنة شقيقتها الصغرى الأميرة لودوفيكا.
احتفظت الأميرة صوفي بمذكرات مفصلة عن معظم حياتها؛ والتي اكتشفت الكثير عن الحياة في البلاط النمساوي، تأثرت بشدة بعد اعدام ابنها الثاني الإمبراطور ماكسيميليان في 1867 في المكسيك، بحيث أنها لم تتعافى من الصدمة كلياً، مما أدى إلى انسحابها من الحياة العامة، وتوفيت من ورم في الدماغ في 1872.
لوحظ على أنها كانت على علاقة وثيقة مع نابليون الثاني «دوق ريخستاد» الذي كان يعيش في البلاط النمساوي، بحيث كانت هناك الشائعات في وجود علاقة جنسية بينهما، بحيث ذهب الاشتباه في أن ماكسيمليان المولود قبل أسبوعين من وفاة نابليون في 1832 على اعتبره طفله، ومع ذلك لم يتحقق أبداً من هذه الإدعاءات، ولكن من المؤكد أنه صديق مقرب منها جداً، حيث أنها تأثرت بقوة على وفاته، ويُقال أنها تحولت إلى امرأة باردة الطموح مما أدى إلى وصفها بذلك في الأدب القصصي بهذه الصفة في وقت لاحق.

## الذرية
أبنائها مع فرانتس كارل:-
1. فرانتس يوزف الأول إمبراطور النمسا-المجر (18 أغسطس 1830 - 21 نوفمبر 1916)؛ هو الإمبراطور ما قبل لإمبراطورية هابسبورغ؛ تزوج من ابنة خالته الدوقة إليزابيث من بافاريا؛ لهم أبناء.
2. ماكسيميليان إمبراطور المكسيك (6 يوليو 1832 - 19 يونيو 1867)؛ أصبح إمبراطور المكسيك في 1864 بدعم من فرنسا، إعدام رمياً بالرصاص في 1867 من قبل الثوار المكسيكيين؛ تزوج من كارلوتا من بلجيكا ابنة ليوبولد الأول ملك البلجيكيين؛ ليس لديهم أبناء.
3. الأرشيدوق كارل لودفيغ (30 يوليو 1833 - 19 مايو 1896)؛ أصبح الأمير الوراثي منذ وفاة ابن شقيقه في 1889 وحتى وفاته، تزوج ثلاثة مرات؛ أولاً من الأميرة مارغريت من ساكسونيا توفيت الأميرة في 1858 دون إنجاب للأبناء؛ ثم تزوج من قريبته الأميرة ماريا أنونزياتا دي بوربون-الصقليتين انجبت له فرانتس فرديناند الأمير الوراثي منذ وفاة والده في 1896 وحتى وفاته في 1914 مما أدى اشتعلت الحرب العالمية الأولى، وأيضا انجبت له أوتو فرانز هو والد كارل الأول إمبراطور النمسا-المجر أخر إمبراطور لممتلكات هابسبورغ، ومن بعدها تزوج من انفانتا ماريا تيريزا من البرتغال انجبت له الأرشيدوقة إليزابيث أمالي هي سلف أمراء ليختنشتاين.
4. الأرشيدوقة ماريا آنا (27 أكتوبر 1835 - 5 فبراير 1840)؛ توفيت وهي مازالت صغيرة.
5. ابن ميت (24 أكتوبر 1840).
6. الأرشيدوق لودفيغ فيكتور (15 مايو 1842 - 18 يناير 1919)؛ توفي غير متزوج.